# Zuppiera

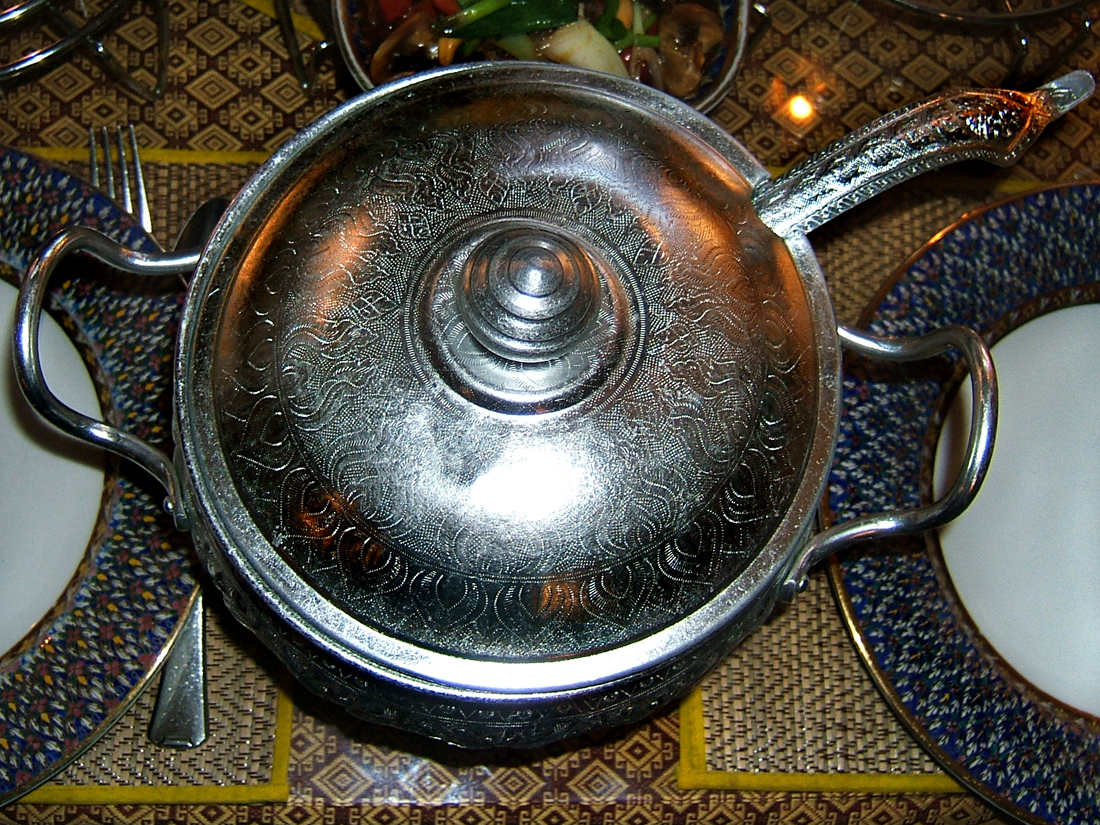
Zuppiera chiusa

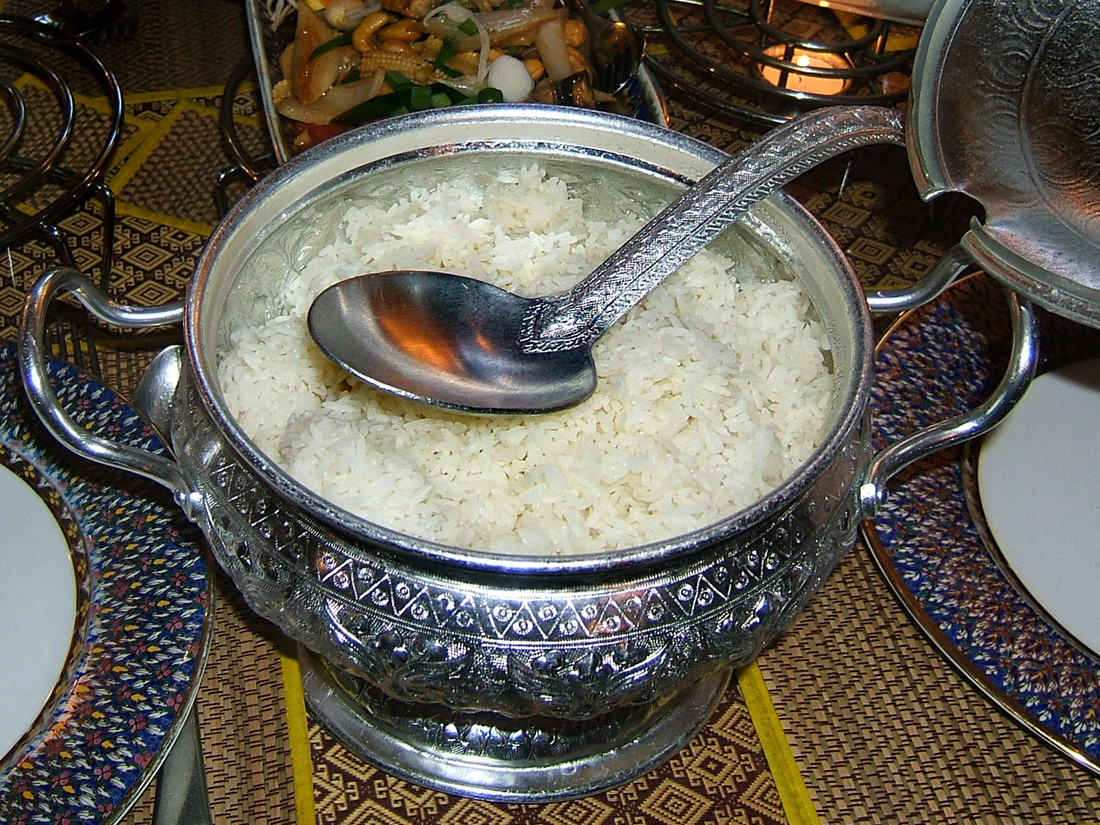
Zuppiera aperta

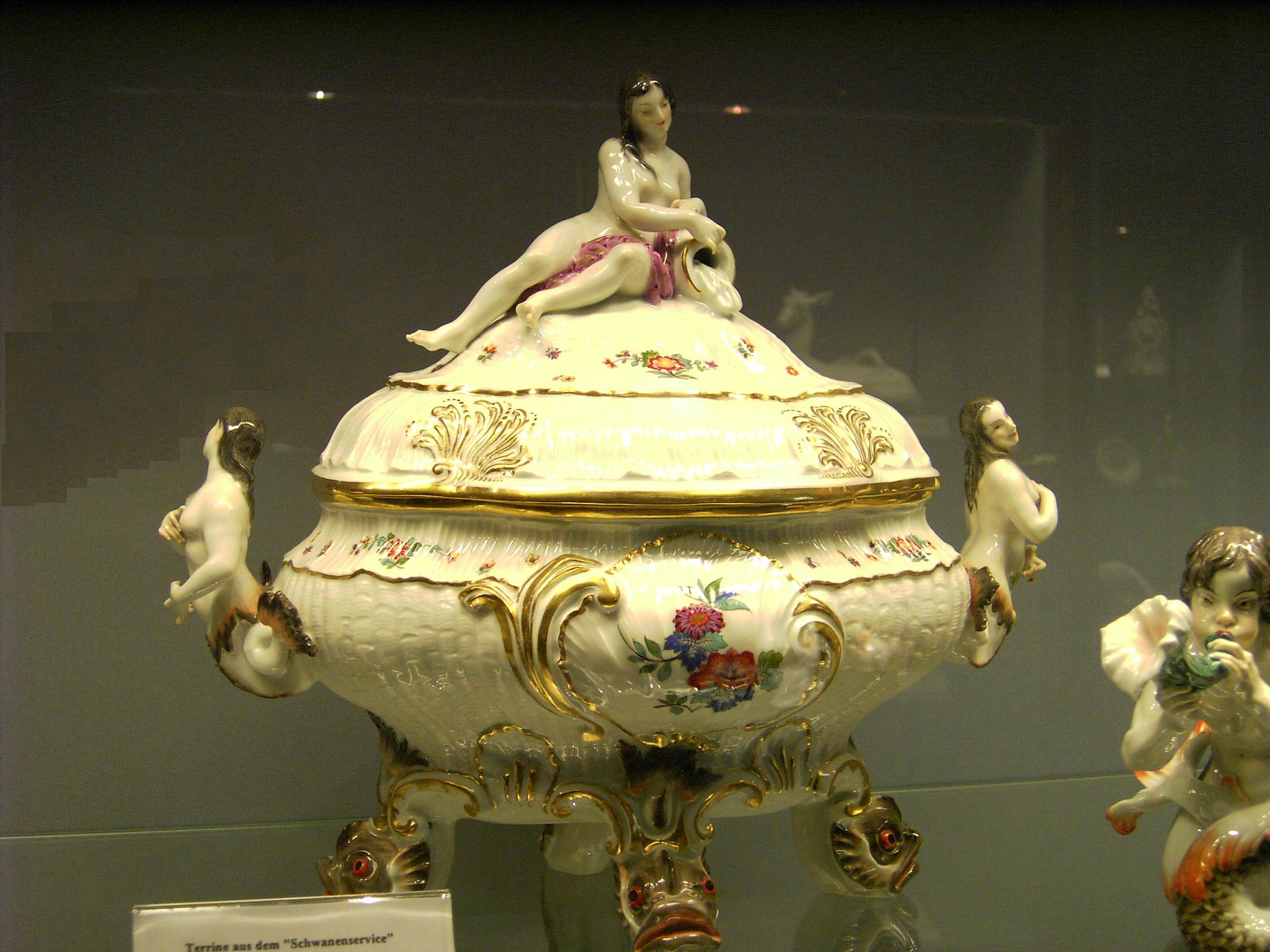
Zuppiera in porcellana di Meissen 1705

La zuppiera è un contenitore usato in cucina per portare in tavola le minestre. La zuppiera classica ha forma tondeggiante e panciuta, discrete dimensioni poiché deve contenere la quantità di cibo necessaria a servire tutti i commensali, due manici che permettono di reggerla saldamente senza scottarsi le mani, un coperchio per mantenere caldo il contenuto fornito di una tacca (incavo) per lasciare passare il manico del mestolo e un pomolo per toglierlo senza scottarsi.
Il materiale d'elezione è la ceramica anche se ve ne sono in metallo o legno; quelle preziose sono in porcellana o in argento.
Se è un pezzo che fa parte del servizio da tavola, riporta colori, forme e decorazione in accordo con le altre stoviglie.
È un oggetto poco usato sulla tavola di tutti i giorni, sia per le cambiate abitudini alimentari, i primi piatti in brodo godono poca popolarità, sia per le esigenze di presentazione della cucina moderna, che la stanno facendo diventare una stoviglia desueta.